# ウンチーン
ウンチーン (Unčín) は、チェコの村、基礎自治体 (Obec) である。ヴィソチナ州ジュジャール・ナド・サーザヴォウ郡に属する。
自治体の面積は3.82平方キロメートル (1.47 sq mi)、人口は204人（2006年10月の調査）である。
郡都ジュジャール・ナド・サーザヴォウからは東に23 km (14 mi)、イフラヴァからは北東に53 km (33 mi)、プラハからは東に141 km (88 mi)の距離である。